# 4376 Shigemori
4376 Shigemori (1987 FA) là một tiểu hành tinh vành đai chính được phát hiện ngày 20 tháng 3 năm 1987 bởi Tsuneo Niijima và Takeshi Urata ở Ojima.